# Alom
Alom är en modergudinna i mayansk mytologi. Namnet kommer av al "son" och alan "att föda" och betyder "hon som födde söner". Om henne berättas i Popol Vuh, mayafolkens heliga skrift.